# Bundestagswahlkreis Esslingen
Der Wahlkreis Esslingen (2005: Wahlkreis 262, seit 2009: Wahlkreis 261) ist seit 1949 ein Bundestagswahlkreis in Baden-Württemberg.

## Wahlkreis
Der Wahlkreis umfasst den nördlichen Teil des Landkreises Esslingen mit den Gemeinden Aichwald, Altbach, Baltmannsweiler, Deizisau, Denkendorf, Esslingen am Neckar, Hochdorf, Köngen, Lichtenwald, Neuhausen auf den Fildern, Ostfildern, Plochingen, Reichenbach an der Fils, Wendlingen am Neckar und Wernau (Neckar).
Bei der letzten Bundestagswahl waren 166.628 Einwohner wahlberechtigt.

## Wahlkreisgeschichte
| Wahl      | Wahlkreisname | Gebiet |
| --------- | ------------- | --- |
| 1949      | 6 Eßlingen    | alter Landkreis Eßlingen, vom Landkreis Nürtingen die Gemeinden Aichtal, Altdorf, Altenriet, Bempflingen, Beuren, Erkenbrechtsweiler, Frickenhausen, Grafenberg, Großbettlingen, Nürtingen, Neuffen, Kohlberg, Neckartailfingen, Neckartenzlingen, Oberboihingen, Schlaitdorf und Unterensingen |
| 1953–1961 | 168 Eßlingen  | alter Landkreis Eßlingen, vom Landkreis Nürtingen die Gemeinden Aichtal, Altdorf, Altenriet, Bempflingen, Beuren, Erkenbrechtsweiler, Frickenhausen, Grafenberg, Großbettlingen, Nürtingen, Neuffen, Kohlberg, Neckartailfingen, Neckartenzlingen, Oberboihingen, Schlaitdorf und Unterensingen |
| 1965–1976 | 171 Eßlingen  | alter Landkreis Eßlingen |
| 1980–1998 | 165 Esslingen | vom Landkreis Esslingen die Gemeinden Aichwald, Altbach, Baltmannsweiler, Deizisau, Denkendorf, Esslingen am Neckar, Hochdorf, Köngen, Lichtenwald, Neuhausen auf den Fildern, Ostfildern, Plochingen, Reichenbach an der Fils, Wendlingen am Neckar und Wernau (Neckar).                       |
| 2002–2005 | 262 Esslingen | vom Landkreis Esslingen die Gemeinden Aichwald, Altbach, Baltmannsweiler, Deizisau, Denkendorf, Esslingen am Neckar, Hochdorf, Köngen, Lichtenwald, Neuhausen auf den Fildern, Ostfildern, Plochingen, Reichenbach an der Fils, Wendlingen am Neckar und Wernau (Neckar).                       |
| seit 2009 | 261 Esslingen | vom Landkreis Esslingen die Gemeinden Aichwald, Altbach, Baltmannsweiler, Deizisau, Denkendorf, Esslingen am Neckar, Hochdorf, Köngen, Lichtenwald, Neuhausen auf den Fildern, Ostfildern, Plochingen, Reichenbach an der Fils, Wendlingen am Neckar und Wernau (Neckar).                       |

## Wahlkreisabgeordnete
| Wahl | Abgeordneter | Abgeordneter      | Partei | Stimmen in % |
| ---- | ------------ | ----------------- | ------ | ------------ |
| 1949 |              | Franz Ott         | unabh. |              |
| 1953 |              | Thomas Ruf        | CDU    |              |
| 1957 |              | Thomas Ruf        | CDU    |              |
| 1961 |              | Thomas Ruf        | CDU    |              |
| 1965 |              | Thomas Ruf        | CDU    |              |
| 1969 |              | Thomas Ruf        | CDU    |              |
| 1972 |              | Volker Hauff      | SPD    |              |
| 1976 |              | Gerd Langguth     | CDU    |              |
| 1980 |              | Volker Hauff      | SPD    |              |
| 1983 |              | Otto Hauser       | CDU    |              |
| 1987 |              | Otto Hauser       | CDU    |              |
| 1990 |              | Otto Hauser       | CDU    |              |
| 1994 |              | Otto Hauser       | CDU    |              |
| 1998 |              | Siegmar Mosdorf   | SPD    |              |
| 2002 |              | Markus Grübel     | CDU    |              |
| 2005 |              | Markus Grübel     | CDU    |              |
| 2009 | 43,5         | Markus Grübel     | CDU    |              |
| 2013 | 51,3         | Markus Grübel     | CDU    |              |
| 2017 | 40,0         | Markus Grübel     | CDU    |              |
| 2021 | 32,0         | Markus Grübel     | CDU    |              |
| 2025 |              | David Preisendanz | CDU    | 37,0         |

## Wahlergebnisse

### Bundestagswahl 2025
Die Bundestagswahl 2025 am 23. Februar hatte folgendes Ergebnis:
| Kandidaten                                             | Kandidaten                     | Parteien/Listen       | Erststimmen | Erststimmen | Zweitstimmen | Zweitstimmen |
| Kandidaten                                             | Kandidaten                     | Parteien/Listen       | Stimmen     | %           | Stimmen      | %            |
| ------------------------------------------------------ | ------------------------------ | --------------------- | ----------- | ----------- | ------------ | ------------ |
|                                                        | Argyri Paraschaki-Schauer      | SPD                   | 22.446      | 16,2        | 21.535       | 15,5         |
|                                                        | David Preisendanzgewählt im WK | CDU                   | 51.329      | 37,0        | 45.133       | 32,5         |
|                                                        | Sebastian Schäfer              | Bündnis 90/Die Grünen | 21.500      | 15,5        | 20.809       | 15,0         |
|                                                        | Laura Hahn                     | FDP                   | 6.021       | 4,3         | 7.967        | 5,7          |
|                                                        | Stefan Wischniowski            | AfD                   | 21.754      | 15,7        | 22.298       | 16,1         |
|                                                        | Martin Auerbach                | Die Linke             | 9.177       | 6,6         | 9.942        | 7,2          |
|                                                        | Rafael Gawenda                 | Freie Wähler          | 3.479       | 2,5         | 1.877        | 1,4          |
|                                                        | –                              | Tierschutzpartei      | –           | –           | 1.124        | 0,8          |
|                                                        | Shpresa Nreca-Bisinger         | dieBasis              | 1.104       | 0,8         | 493          | 0,4          |
|                                                        | –                              | Die PARTEI            | –           | –           | 571          | 0,4          |
|                                                        | David Nicolai Althaus          | Volt                  | 1.798       | 1,3         | 1.098        | 0,8          |
|                                                        | –                              | ÖDP                   | –           | –           | 223          | 0,2          |
|                                                        | –                              | Bündnis C             | –           | –           | 153          | 0,1          |
|                                                        | –                              | MLPD                  | –           | –           | 83           | 0,1          |
|                                                        | –                              | Bündnis Deutschland   | –           | –           | 137          | 0,1          |
|                                                        | –                              | BSW                   | –           | –           | 5.359        | 3,9          |
| Gesamt                                                 | Gesamt                         | Gesamt                | 138.608     | 100         | 138.802      | 100          |
|                                                        |                                |                       |             |             |              |              |
| Ungültige Stimmen                                      | Ungültige Stimmen              | Ungültige Stimmen     | 778         | 0,6         | 584          | 0,4          |
| Wähler                                                 | Wähler                         | Wähler                | 139.386     | 84,3        | 139.386      | 84,3         |
| Wahlberechtigte                                        | Wahlberechtigte                | Wahlberechtigte       | 165.367     |             | 165.367      |              |
|                                                        |                                |                       |             |             |              |              |
| Quellen: Die Bundeswahlleiterin, Kandidaten – Ergebnis |                                |                       |             |             |              |              |

### Bundestagswahl 2021
Zur Bundestagswahl 2021 traten folgende Kandidaten an:
| Direktkandidat     | Partei               | Erststimmen in % | Zweitstimmen in % |
| ------------------ | -------------------- | ---------------- | ----------------- |
| Markus Grübel      | CDU                  | 32,0             | 25,3              |
| Argyri Paraschaki  | SPD                  | 21,8             | 22,8              |
| Sebastian Schäfer  | GRÜNE                | 18,4             | 18,2              |
| Robert Langer      | FDP                  | 12,2             | 15,9              |
| Boris Malewski     | AfD                  | 7,0              | 7,4               |
| Anil Beşli         | DIE LINKE            | 2,7              | 3,1               |
| —                  | Tierschutzpartei     | —                | 1,1               |
| Daniela Negt       | Die PARTEI           | 1,3              | 0,8               |
| Holger Fritz       | FREIE WÄHLER         | 2,2              | 1,5               |
| —                  | PIRATEN              | —                | 0,3               |
| —                  | ÖDP                  | —                | 0,3               |
| —                  | NPD                  | —                | 0,1               |
| —                  | DiB                  | —                | 0,1               |
| Hubert Bauer       | MLPD                 | 0,2              | 0,1               |
| —                  | DKP                  | —                | 0,0               |
| Stefan Zweifel     | dieBasis             | 1,7              | 1,5               |
| —                  | Bündnis C            | —                | 0,1               |
| —                  | BÜRGERBEWEGUNG       | —                | 0,1               |
| —                  | BÜNDNIS21            | —                | 0,0               |
| —                  | LKR                  | —                | 0,0               |
| Wolfgang Hamberger | Die Humanisten       | 0,2              | 0,1               |
| —                  | Gesundheitsforschung | —                | 0,1               |
| —                  | Team Todenhöfer      | —                | 0,7               |
| Andreas Jakobi     | Volt                 | 0,4              | 0,3               |

### Bundestagswahl 2017
Zur Bundestagswahl am 24. September 2017 erzielten die folgende Kandidaten diese Ergebnisse:
| Direktkandidat     | Partei    | Erststimmen in % | Zweitstimmen in % |
| ------------------ | --------- | ---------------- | ----------------- |
| Markus Grübel      | CDU       | 40,0             | 33,3              |
| Regina Rapp        | SPD       | 19,2             | 16,8              |
| Stephanie Reinhold | GRÜNE     | 15,3             | 14,6              |
| Sven Kobbelt       | FDP       | 8,7              | 12,8              |
| Stephan Köthe      | AfD       | 10,7             | 10,9              |
| Martin Auerbach    | Die Linke | 5,9              | 6,2               |
| Gabriele Conrad    | MLPD      | 0,3              | 0,1               |

### Bundestagswahl 2013
Bei der Bundestagswahl am 22. September 2013 erzielten die folgende Kandidaten diese Ergebnisse:
| Direktkandidat        | Partei           | Erststimmen in % | Zweitstimmen in % |
| --------------------- | ---------------- | ---------------- | ----------------- |
| Markus Grübel         | CDU              | 51,3             | 44,8              |
| Michael Wechsler      | SPD              | 25,2             | 21,9              |
| Stefan Schreckenbauer | FDP              | 1,9              | 6,1               |
| Jürgen Menzel         | GRÜNE            | 11,1             | 12,0              |
| Stefan Dreher         | DIE LINKE        | 3,7              | 4,6               |
| Marco Hauke           | Piraten          | 2,3              | 2,2               |
| Martin Krämer         | NPD              | 0,7              | 0,7               |
| Eberhard Köhler       | REP              | 0,8              | 0,7               |
| —                     | Tierschutzpartei | —                | 0,9               |
| Anna Schupeck         | AfD              | 3,0              | 4,5               |
| —                     | Freie Wähler     | —                | 0,5               |

### Bundestagswahl 2009
Die Bundestagswahl 2009 hatte folgendes Ergebnis:
| Direktkandidat     | Partei               | Erststimmen in % | Zweitstimmen in % | Bundestagswahl 2005 Zweitstimmen in % |
| ------------------ | -------------------- | ---------------- | ----------------- | ------------------------------------- |
| Markus Grübel      | CDU                  | 43,5             | 33,6              | 37,9                                  |
| Karin Roth         | SPD                  | 28,6             | 20,8              | 31,7                                  |
| Rena Farquhar      | FDP                  | 8,7              | 18,4              | 11,8                                  |
| Andrea Lindlohr    | GRÜNE                | 12,5             | 15,6              | 11,5                                  |
| Rainer Hauenschild | DIE LINKE            | 5,0              | 6,2               | 3,2                                   |
| Karin Feindt       | NPD                  | 1,4              | 0,9               | 0,7                                   |
| —                  | REP                  | —                | 1,3               | 1,6                                   |
| —                  | PBC                  | —                | 0,2               | 0,3                                   |
| Dorothea Jauernig  | MLPD                 | 0,2              | 0,1               | 0,1                                   |
| —                  | BüSo                 | —                | 0,1               | 0,1                                   |
| —                  | Volksabstimmung      | —                | 0,2               | —                                     |
| —                  | ADM                  | —                | 0,0               | —                                     |
| —                  | DVU                  | —                | 0,0               | —                                     |
| —                  | DIE VIOLETTEN        | —                | 0,2               | —                                     |
| —                  | Die Tierschutzpartei | —                | 0,5               | —                                     |
| —                  | ödp                  | —                | 0,3               | —                                     |
| —                  | PIRATEN              | —                | 1,7               | —                                     |